# Offre et demande

Point d'équilibre entre quantité offerte et demandée en fonction du prix.

« Offre » redirige ici. Pour le concept juridique, voir Pollicitation.
 (février 2017).
L'offre et la demande est un modèle économique de détermination des prix dans un marché. Notamment utilisé en microéconomie, ce modèle énonce que, certaines hypothèses étant respectées, le fonctionnement d'un marché permet au prix unitaire du bien vendu sur ce marché de varier jusqu'à ce que la quantité demandée soit égale à la quantité fournie. Il résulte ainsi un équilibre économique entre le prix offert et la quantité demandée.
La loi de l'offre et de la demande doit toutefois respecter plusieurs hypothèses, parmi lesquelles la ceteris paribus (toutes choses étant égales par ailleurs), que le marché soit concurrentiel, que chaque prix unitaire soit négocié, qu'aucune entreprise sur le marché ne puisse décider unilatéralement du prix (price taker), etc.
L'offre et la demande désignent respectivement la quantité de produits ou de services que les acteurs sur un marché sont prêts à vendre et/ou à acheter à un prix donné.
En microéconomie, la théorie de l'équilibre partiel entre l'offre et la demande développée par Alfred Marshall tente de décrire, expliquer, et prédire le prix et la quantité des biens vendus sur les marchés concurrentiels. Le modèle marshalien formalise les théories développées précédemment[Lesquelles ?] et est utilisé comme point de départ pour toute une série de modèles et théories économiques et sociales. La théorie de l'offre et de la demande est importante pour certains courants afin de comprendre les mécanismes à l'œuvre dans la décision d'allocation des ressources en économie de marché.

## Histoire de la théorie
Si le mécanisme de l'offre et de la demande existe dès lors que des offreurs et des demandeurs se rencontrent pour négocier, la théorie de l'offre et de la demande dispose, elle, d'une histoire. Selon Gaston Bouthoul, qui y dédie sa thèse d'économie en 1930, plusieurs des intuitions fondatrices de la théorie moderne de l'offre et la demande étaient déjà présentes dans les travaux du savant Ibn Khaldoun sous la forme d'« esquisse ». Certains auteurs rappellent toutefois que la théorie elle-même n'était qu'au stade d'intuition, et pas encore conceptualisée, chez ce dernier.
La Richesse des Nations, publiée par Adam Smith publié en 1776, marque la première grande tentative moderne de définition de la manière dont l'offre et la demande interagissent pour former un prix d'équilibre. Dans un but de simplification, Smith pose l'hypothèse que le prix de l'offre est fixe, mais que la demande va augmenter ou diminuer selon que le prix diminue ou augmente. En 1817, David Ricardo publie les Principes de l'économie politique et de l'impôt, dans lequel l'idée d'un modèle économique est pour la première fois proposée. Il explique de façon plus rigoureuse les hypothèses utilisées pour démontrer la loi de l'offre et de la demande.
Si la théorie de l'offre et de la demande recouvre pour Roger Guesnerie une intuition ancienne, sa formalisation débute en 1838 lorsqu'Augustin Cournot introduit la courbe de la demande. Toutefois, c'est avec l'école de pensée marginaliste, et les travaux de Stanley Jevons, Carl Menger, et Léon Walras, que voient le jour les premières grandes tentatives de mathématisation. Ces auteurs, aujourd'hui considérés comme les fondateurs de l'école néoclassique, promeuvent une mathématisation de l'économie. L'idée principale est que le prix est déterminé par le prix le plus élevé, le prix à la marge. C'est une importante amélioration par rapport aux idées d'Adam Smith à propos de la détermination des prix d'offre. Plus tard, Alfred Marshall introduit une courbe de l'offre représentant l'offre en fonction des prix et tous les autres outils d'analyse de cette loi.
Finalement, la plupart des bases de la théorie moderne de l'offre et de la demande ont été finalisées par Alfred Marshall et Léon Walras qui ont combiné les idées de détermination de l'offre et les idées à propos de la détermination de la demande afin de chercher un point d'équilibre.
Depuis la fin du XIXe siècle, la théorie de l'offre et de la demande a peu évolué. La plupart des travaux ont conduit à examiner les cas particuliers du modèle (oligopole, coût de transaction, non-rationalité).
Dans le cadre de la théorie de l'équilibre partiel entre l'offre et la demande, à l'intersection de ces deux courbes se trouvent le prix et la demande d'équilibre. L'intérêt du modèle de l'offre et de la demande est qu'il permet, hors du formalisme complexe de l'équilibre général, d'appréhender de façon intuitive les mécanismes à l'œuvre dans la décision d'allocation des ressources en économie de marché.

## Définitions
L'offre d'un bien est la quantité d'un produit offert à la vente par les vendeurs pour un prix donné. La demande est la quantité d’un produit demandée par les acheteurs pour un prix donné.
En dehors de cas particuliers, plus le prix augmente, plus la quantité offerte augmente et plus la demande diminue. Le prix d'un bien est considéré comme une quantité d'équilibre dépendant en particulier de l'offre et de la demande.
Ce principe empirique s'appelle la loi de l'offre et la demande. Cette loi est souvent généralisée par une loi des marchés, dénomination utilisée pour désigner la loi qui régit un marché, avec ou sans intervention de l'État.

## Théorie de l'offre et de la demande

### Gravitation des prix de marché

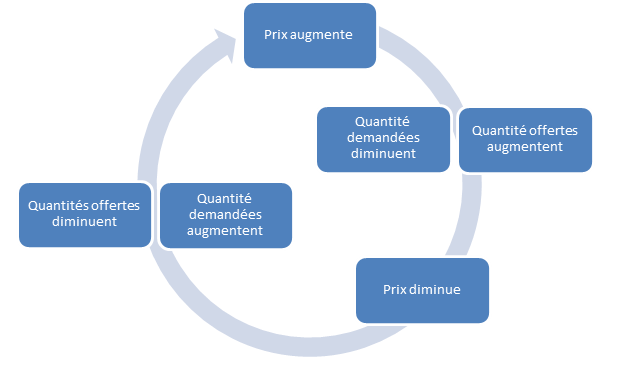
Gravitation du prix

Quantité offerte et demandée en fonction du prix

La loi de l'offre et de la demande fait souvent référence à l'équilibre partiel sur un marché. Dans les marchés où l'équilibre partiel s'applique, on constate les effets suivants :
- lorsque les prix augmentent :
  - la quantité offerte augmente : les producteurs sont incités à offrir plus de biens, les détenteurs de ce bien sont incités à s'en séparer,
  - la quantité demandée diminue : plus les prix sont élevés, moins les acheteurs sont disposés à acheter ;
- lorsque les prix diminuent :
  - la quantité offerte diminue : les producteurs sont moins incités à produire,
  - la quantité demandée augmente : moins les prix sont élevés, plus les acheteurs sont disposés à acheter.

Présenté autrement, étant donné un marché où pour chaque prix on associe une quantité offerte (la quantité que l'ensemble des vendeurs veulent bien vendre), et une quantité demandée (la quantité que l'ensemble des acheteurs veulent bien acheter), il existe un point d'intersection qui maximise le nombre d'échanges. Un prix un peu au-dessus laissera des vendeurs voulant bien vendre sans acheteur. Un prix un peu en dessous laissera des acheteurs voulant bien acheter sans vendeur. Dans les deux cas, le nombre d'échanges sera ainsi plus petit qu'au point d'intersection.
Une courbe d'offre et de demande correspond à un nombre donné d'offreurs et de demandeurs. Une augmentation (ou une diminution) du nombre d'offreurs ou de demandeurs provoque un déplacement vers la droite (ou vers la gauche) de la courbe correspondante, et donc une modification de l'équilibre.
Ayant constaté que ce principe pouvait s'appliquer à bon nombre de marchés, les économistes ont longtemps cherché quelles étaient les conditions que devaient remplir un marché pour que le point d'équilibre soit atteint.

### Équilibre général
En 1983, l'économiste franco-américain Gérard Debreu obtient le prix Nobel d'économie pour avoir rigoureusement démontré qu'une concurrence pure et parfaite permet un équilibre et un seul, de l'offre et de la demande.
En modélisant, l'équilibre général est atteint lors de la prise en compte de tous les facteurs possibles qui pourraient influencer l'équilibre partiel. Par exemple : Lorsqu'un gouvernement choisit de taxer ou non un bien. En regardant l'équilibre partiel, nous regardons la demande de ce bien, les quantités offertes ou disponibles de ce bien ou encore l'utilité des consommateurs à consommer ou à se procurer ce bien. (Notons que le gouvernement veuille ici taxer ce bien, car il produit une externalité négative sur d'autres consommateurs).
On fixerait alors un prix d'équilibre (partiel) avec les données que l'on a prises en compte pour modéliser la situation.
Par contre ce prix d'équilibre pourrait ne pas être un prix d'équilibre général. En effet, un équilibre général est acquis lorsqu'on prend en compte toutes les variables qui pourraient influencer la consommation de ce bien. Par exemple, le nombre d'acheteurs potentiels, l'accroit d'offre potentiel, le prix des biens substituts et/ou complémentaires, etc.

### Cas spéciaux d'offre et de demande
En partant d'un postulat où les richesses ne sont pas rares mais abondantes, nous avons alors une courbe de l'offre qui a la même orientation que la demande. En effet, si les coûts sont maîtrisés, et en appliquant le principe d'économie d'échelle, l'unité supplémentaire produite sera meilleur marché. Cela signifie donc que plus la production augmente, plus le prix de revient unitaire diminue. C'est le cas pour de nombreux produits, abstraction faîte du renchérissement du coût de la vie. En prenant le secteur alimentaire par exemple, le volume offert provoque une diminution du prix. Le rabais de quantité dérive aussi de ce point de vue. Cette théorie a été rédigée par Alain Zuin, lors de ses études en sciences économiques et sociales, à Genève, en 2004.
Il existe aussi des cas où l'on constate que la demande augmente en même temps que le prix, tandis que la baisse du prix provoque une baisse de la demande :
- les biens de Giffen sont des biens de première nécessité importants dans le budget des consommateurs : le renchérissement de ces biens entraîne un effet d'appauvrissement équivalent à une perte de revenu, qui impose de renoncer à d'autres consommations plus chères et à se rabattre sur ces biens, malgré la hausse de leur prix ; inversement, une baisse du prix de ces biens libère des ressources financières qui permet aux consommateurs de se tourner vers des produits plus chers et réduit la demande ;
- de manière très marginale, pour certains biens et services de luxe extrêmement chers (notamment sur le marché des œuvres d'art et sur celui du recrutement de chefs d'entreprises[réf. nécessaire]) des comportements inverses, où lorsque les prix augmentent, les vendeurs sont moins disposés à vendre et les acheteurs plus désireux d'acheter. Ce phénomène est nommé effet Veblen, effet de snobisme ou effet d'ostentation ;
- spéculation, qui se généralise en situation de déflation ou, inversement, d'inflation : la hausse du prix d'un bien (ou une hausse générale des prix) peut être interprétée comme le signe d'une rareté future ou d'une bonne affaire dont les autres sont en train de profiter, donc comme le signal qu'il faut acheter maintenant et le plus possible, car plus tard le bien ne sera plus disponible ou il sera plus cher : la demande augmente. Inversement, une baisse de prix peut s'interpréter comme le signal qu'il est avantageux d'attendre pour acheter, car le bien sera disponible encore moins cher plus tard : la demande baisse ;
- l'effet d'Akerlof ou effet de marque se produit lorsque des consommateurs, face à deux produits parfaitement substituables, préfèrent le produit le plus cher, lui supposant une meilleure qualité.

Il existe aussi des phénomènes plus complexes où le mécanisme de l'offre et de la demande ne joue qu'avec retard :
- les consommateurs peuvent puiser dans leur épargne pour maintenir leur consommation quelque temps, en dépit d'une hausse du prix. Ce phénomène est nommé effet de cliquet ;
- les consommateurs peuvent avoir besoin de temps pour adapter leur consommation à la nouvelle situation des prix (exemple : changer d'énergie pour leur chauffage, adopter un véhicule plus sobre).

### Élasticité
Il est possible de théoriser la variation de demande (ou d'offre), associée à une variation de prix. Il est alors nécessaire d'utiliser pour cela la notion mathématique de dérivée, et le rapport entre la variation relative de la quantité, et la variation relative du prix.
- La demande (ou l'élasticité) est inélastique, lorsqu'à une diminution (ou une augmentation) des prix correspond une augmentation (ou une diminution) moins importante des quantités demandées[6].
- La demande (ou l'élasticité) est unitaire, lorsqu'à une diminution (ou une augmentation) des prix correspond une augmentation (ou une diminution) de la même importance des quantités demandées[6].
- L'élasticité est infinie, lorsqu'à une augmentation (ou une diminution) infiniment petite des prix correspond une augmentation (ou une diminution) plus ample des quantités demandées. Graphiquement, la courbe de demande est horizontale et perpendiculaire à l'axe des prix[7],[6].
- L'élasticité est nulle, lorsqu'à une diminution ( ou une augmentation) des prix ne correspond aucune variation des quantités demandées. Représentée graphiquement, la courbe de demande est une droite verticale perpendiculaire à l'axe des quantités[7],[6].
- La demande est dite élastique par rapport au prix si une variation du prix entraîne une variation relative identique (ou supérieure) de la quantité demandée (toutes choses égales par ailleurs) :

{\displaystyle Ed={{\rm {\%\ de\ variation\ de\ la\ quantit{\acute {e}}e\ demand{\acute {e}}e}} \over {\rm {\%\ de\ variation\ du\ prix}}}}

## Confrontation de l'offre et de la demande

Le prix P d'un bien est déterminé par l'équilibre entre les deux courbes de demande D et d'offre S (S pour supply). Le graphique montre l'effet d'une augmentation de la courbe de demande de D_{1} à D_{2} : le prix P et la quantité totale Q vendue augmentent tous les deux.

L’offre est la quantité d’un bien économique que les producteurs souhaitent vendre à un prix donné. Ses principaux déterminants sont le prix du marché et les coûts de production. En fait, les fonctions d’offre sont obtenues à partir des coûts de production de l’entreprise à long terme. Leurs courbes représentatives sont généralement des courbes croissantes et concaves du fait de la loi des rendements décroissants. Il peut en être différemment.
La demande est la quantité voulue d’un bien, à un prix donné, par les consommateurs ayant les moyens de l’acheter. La courbe représentative de la fonction décrit la quantité (en abscisses) en fonction du prix (en ordonnées). Ses principaux déterminants seront donc le prix du bien, le revenu, les goûts, mais aussi l’offre et la demande des biens de substitutions (ainsi l’évolution des prix du pétrole a un effet sur la demande de gaz par exemple). Le déplacement de la courbe de demande (vers la droite ou vers la gauche) peut également être le résultat de la déflation (baisse du niveau général des prix), de la désinflation (réduction du niveau de l'inflation) ou de l'inflation (hausse du niveau général des prix). La courbe représentative de la fonction de demande est généralement décroissante et peut être concave ou convexe, selon les cas.
En construisant les deux courbes, ou dans un cas plus simple les deux droites, on obtient la situation du marché. La rencontre de l’offre et de la demande permet de définir le point d’équilibre. Ce point définit le prix pour lequel l’offre égalise la demande, c’est-à-dire le point où se réalise l’échange. On appelle les coordonnées correspondantes prix d’équilibre et quantité d’équilibre. Tant que ce point n’est pas atteint, l’excédent d’offre provoque la baisse du prix ou bien la trop forte demande provoque sa montée. C’est donc par tâtonnement qu’est censé être atteint ce prix dans la réalité. Mathématiquement cela revient à étudier la convergence d'une suite définie par récurrence.
Dans la théorie microéconomique, l’offre et la demande sont fonction du prix (noté en ordonnées par convention) mais n’interagissent pas l’une sur l’autre.

### Évolution de la demande
Lorsque davantage de personnes désirent un bien, la quantité qui en est demandée pour un prix donné tend à augmenter. Cette hausse de la demande peut dériver d’une évolution des goûts, quand les consommateurs accroissent le désir qu’ils ont d’un bien donné. L’évolution de la demande peut-être représentée graphiquement par une translation de la courbe de demande vers la droite. La courbe initiale D1 est alors remplacée par la courbe D2. La conséquence de ce changement est la hausse du prix d’équilibre qui passe de P1 à P2, tandis que s’accroît également la quantité d’équilibre qui passe de Q1 à Q2.
Inversement, lorsque la demande diminue, les phénomènes inverses se produisent. La quantité échangée décroît ainsi que le prix.

### Évolution de l'offre
Lorsque les coûts de production de l’offreur sont modifiés, la courbe de l’offre se déplace en conséquence. Si, par exemple, quelqu’un découvre une nouvelle manière de faire pousser le blé, les producteurs tenteront d’accroître les volumes vendus, si bien que la courbe S0 se déplacera vers la droite et deviendra S1. Cet accroissement de l’offre provoque une diminution du prix d’équilibre qui passe de P1 à P2. Quant à la quantité d’équilibre, elle augmente de Q1 à Q2 car la quantité demandée est accrue par la baisse du prix. Cette évolution n’a d’effet que sur l’offre, la courbe de la demande reste elle identique.
Parmi les effets qui font déplacer la courbe de l'offre, Paul Samuelson en distingue deux : l'effet d'un impôt et celui d'une subvention. Tout d'abord, lorsque le gouvernement frappe le bien objet de l'échange marchand d'un impôt encaissé par l'État, celui-ci a pour incidence de déplacer la courbe d'offre correspondante vers la gauche et vers le haut du montant de l'impôt. La nouvelle courbe d'offre est parallèle à l'ancienne. Le prix d'équilibre se déplace désormais également vers la gauche et vers le haut et correspondra au nouveau point d'intersection entre la nouvelle courbe d'offre et la courbe de demande inchangée. Le montant de l'impôt est supporté à la fois par le producteur et par le consommateur qui voient leurs bénéfices baisser. Ensuite, P. Samuelson invite son lecteur à déterminer l'effet d'une subvention accordée par le gouvernement sous forme d'une dépense publique aussi bien sur la courbe d'offre que sur le producteur et le consommateur. Encouragé par cette subvention, le producteur va augmenter la quantité produite et offerte sur le marché. La courbe d'offre va se déplacer donc vers la droite et vers le bas parallèlement à l'ancienne droite de l'offre et coupera l'ancienne droite de demande à un nouveau point d'équilibre inférieur à l'ancien de telle sorte que le prix d'équilibre (de vente effectif) correspondra à un prix inférieur et à une quantité supérieure augmentant ainsi les bénéfices des deux partenaires à l'échange comme si la subvention accordée par le gouvernement a été partagée par les deux.